# Cirolana minuta
Cirolana minuta är en kräftdjursart som beskrevs av Hansen 1890. Cirolana minuta ingår i släktet Cirolana och familjen Cirolanidae. Inga underarter finns listade i Catalogue of Life.